# オーストリア北部鉄道
オーストリア北部鉄道（オーストリアほくぶてつどう。独語;Österreichische Nordbahn、英称;Austrian Northern Railway）とは、オーストリア帝国最初の蒸気機関鉄道であり、のちに現在に続くオーストリア連邦鉄道の鉄道線のひとつである。路線番号は901。オーストリアとドイツ・チェコ・ポーランドを結ぶ南北連絡列車として機能している。

## 歴史

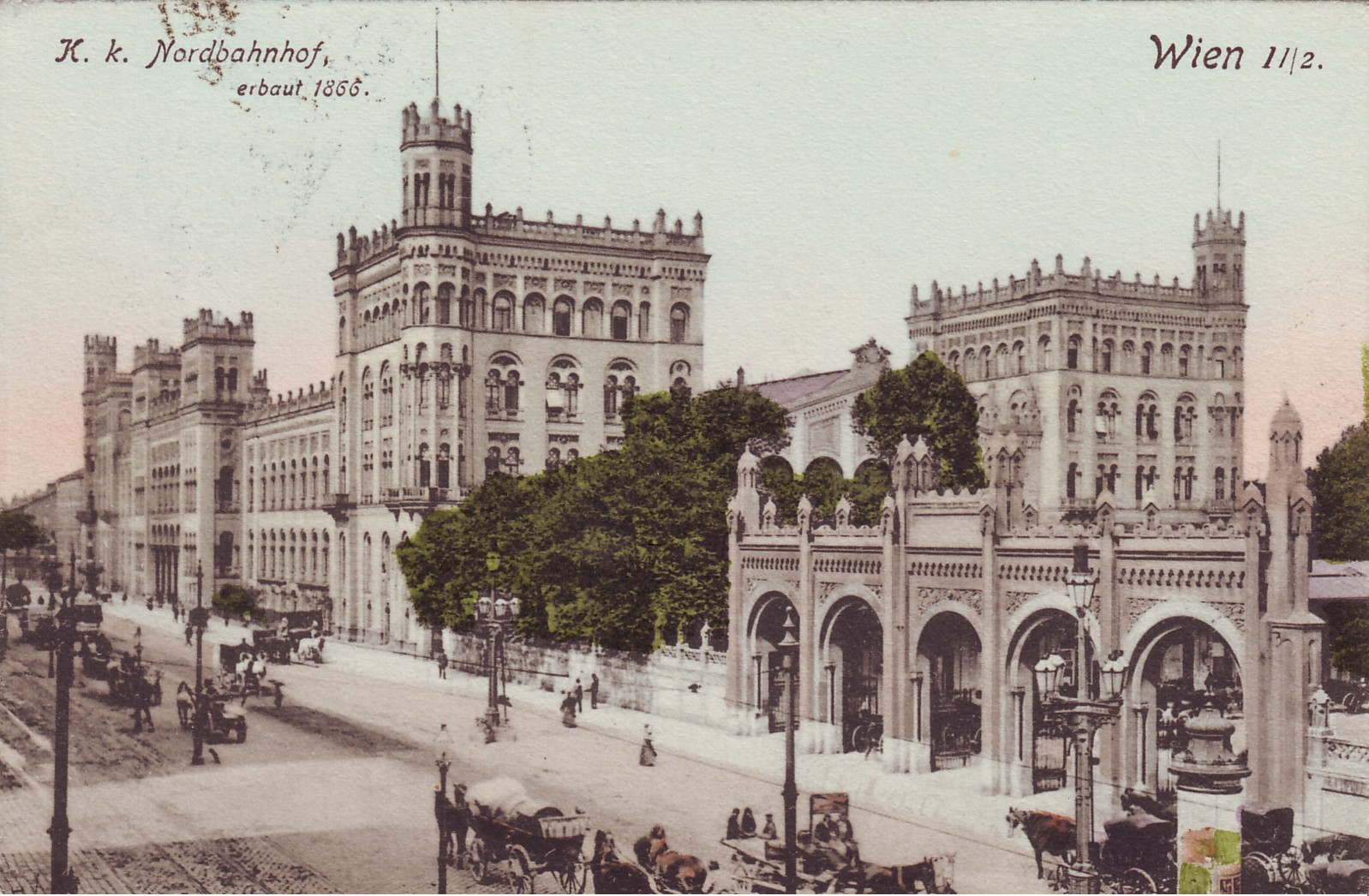
ウィーン北駅（1908年）

### フェルディナント皇帝北部鉄道及びオーストリア帝国鉄道
ザーロモン・ロートシルトは建設許可を申し込んで、メッテルニヒ侯爵とコロヴラト伯爵（Franz Anton Graf von Kolowrat-Liebsteinsky, 1778~1861）の支援も受けた。1836年3月4日にロートシルトはウィーン - ボフニャ区間に関する鉄道敷設許可を獲得した。1837年11月フロリドスドルフ - ドイチュ＝ヴァグラムの13 km区間で列車の試運転が行って、最後の日であった11月23日は蒸気機関鉄道のオーストリアで最初に開通された日であると考えられている。1838年1月6日からウィーン北駅で旅客列車の運行が開始された。1839年7月7日にドイチュヴァグラム - ブジェツラフ区間が開通された。
北部鉄道は1906年10月にオーストリア側議員で構成された帝国議会で可決された法案により、1906年1月1日の遡及適用で国家の所有となった。北部鉄道の運営は1907年1月1日に帝国鉄道により引き受けられた。国有化の際は、関連企業の所有したオストラヴァ周辺の多数の鉱山鉄道や炭鉱などは北部鉄道の所有として残った。1918年11月より北部鉄道はオーストリア国営鉄道（Österreiche Staatsbahnen, ÖStB）の所属となって、国営鉄道はまた1923年連邦鉄道と改称された。

### オーストリア連邦鉄道
オーストリア＝ハンガリー帝国の解体とチェコスロバキア共和国の成立により北部鉄道は多い領域を失った。1918年オーストリア側の路線はベルンハルトスタール北側の国境線まで短縮された。ブルノとクラクフ方面の路線が分岐するブルジェクラフ駅はその時からチェコスロバキア領となって、国境統制が行われた。オーストリアとチェコスロバキア間の列車通行は経済的関係と同盟関係のため保存された。国境線の南側に三角線は転車台無しに蒸気機関車を回転する目的で設置された。
第三帝国時代にシュトラスホーフ駅舎は、急増する通行量のため拡張される予定であった。工事は1944年始まったが、戦争のため駅舎は機能できなかった。駅舎は現在に鉄道博物館として使用されている。
1945年以後「鉄の幕」が下りて、下オーストリア州の区間は1955年までソ連軍の占領下にあった。通行量は急激に減少し重要度も下げられて、1945年戦災で酷く破壊されたウィーン北駅を復旧する計画さえも構想されないほどであった。1945年4月に破壊されたドナウ河鉄道橋は1957年通行可能となった。旧北駅に至る区間はその橋梁と1959年に連結された。通行不能の間に列車は北西線の「ロシアループ」と通行可能であった他の鉄道橋（現在市内アウトバーンの橋梁）を経由した。長距離列車は1945年以後ウィーン南駅から発着していた。
1959年ウィーン - ゲンゼルンドルフ区間のSバーン計画によりプラーターシュテルン駅はウィーン北駅廃墟の隣に新設された。通勤鉄道（Schnellbahn）の運営は同年6月1日フロリドスドルフ - 中央税関駅区間で始まった。1962年1月17日にSバーン市内線はマイドリング駅まで延伸され、同じ日にトライゼン通り駅が新設された。1980年代にウィーン地下鉄の建設が進行され、幾つかの地下鉄の乗り換え駅は生成された。北部鉄道はレオポルダウ駅とジュースブルン駅の間でラー線と交差している。Sバーン市内線は南駅よりウィーンの公共交通と良く連結されていたので、その案件はラー方面のSバーン路線を市内線から導き、北部鉄道から二本の曲線線路でラー線を連結することに決定された。1983年9月25日ラー線のSバーン路線はこの連結線でミステルバッハまで延長された。

### ÖBBグループ
2005年のオーストリア連邦鉄道再編以降、本鉄道線を含むすべての連邦鉄道施設は、鉄道路線および運行管理関係がÖBB施設運営株式会社（ÖBB-Infrastruktur Betrieb AG）に移管され、ÖBB旅客交通・レールカーゴオーストリアを含むすべての列車運行事業者に対する施設利用（列車運行）契約業務を行っている。チェコは2004年欧州連合の加盟国となって、2007年12月21日にシェンゲン協定はチェコ国内でも有効となった。その故に、旅券検査はオーストリアからチェコ方面の列車で廃止された。2014年12月にETCS Level2が導入された。
ウィーン北駅の給水塔は正方形の煉瓦造りコンテナとピラミッド形屋根の構造で文化財として保存されている。2012年給水塔の小屋組（Dachstuhl）部分が改築された。倉庫建物として使用された「北部鉄道館（Nordbahnhalle）」では2017年から2019年まで文化行事が開いた。長期間使用の可否は論議された。2019年11月10日に大きな火災によりその会館は損傷を相当に受けた。

## 運行形態
ウィーン - ベルンハルツタール区間は東部地域運輸連合（Verkehrsverbund Ost-Region, VOR）の運賃システムの適用区間である。

### ユーロナイト(EN)
- ミュンヘン - ヴィーン - ブジェツラフ - ワルシャワ
一日1往復が運行されている。ヴィーン市内は、ジンメリンクを経由する。ヴィーン以南は111号線に、ブジェツラフ以北はチェコの鉄道管理公団330号線に直通する。
2024年度より運行を開始した。

### ナイトジェット(nj)
- グラーツ - ヴィーン - ベルリン
一日1往復が運行されている。列車種別は、ベルリン方面の車両がナイトジェット、ワルシャワ方面の車両がユーロナイトである。ヴィーン市内は、ジンメリンクを経由する。ヴィーン以南は510号線に、ブジェツラフ以北はチェコの鉄道管理公団330号線に直通する。
過去の運行形態
2018年以前は、全車両がユーロナイト(EN)として運行し、ブジェツラフ以北でチェコの鉄道管理公団252号線経由でプラハに直通する車両を連結していた。また、ヴィーン以北のみの運行であった。
2019年度に、ベルリン方面の車両がナイトジェットの種別になった他、プラハへの直通を取りやめた。
2022年6月12日より、グラーツへの直通を開始した[6]。マイドリングは上下とも通過であった。
2024年度より、上下ともナイトジェット(nj)の種別となった。また、南行に限りマイドリング停車となった。

### レールジェット(RJ)
グラーツ - ヴィーン - ブジェツラフ - プラハ間に、2時間に1本の運行。ヴィーン市内は、ジンメリンクを経由する。ヴィーン以南は510号線に、ブジェツラフ以北は鉄道管理公団250号線に直通する。

### ユーロシティ(EC)
- ポルタ・モラヴィツァ号：　グラーツ - ヴィーン - ブジェツラフ - プシェミシル
一日1往復の運行。ヴィーン市内は、ジンメリンクを経由する。ブジェツラフ以北は鉄道管理公団330号線に、ヴィーン以西は510号線に直通する。
2019年末に運行を開始した。

- ソビェスキ号：　ヴィーン - ブジェツラフ - グディニャ
- ポロニア号：　ヴィーン - ブジェツラフ - ワルシャワ
- モラヴィア号：　ヴィーン - ブジェツラフ - カトヴィツェ
- ダヌビウス号：　ヴィーン - ブジェツラフ - ヴロツワフ/クラクフ
それぞれ一日1往復ずつ、合わせて4往復の運行。ヴィーン市内は、ジンメリンクを経由する。ブジェツラフ以北はチェコの鉄道管理公団330号線に直通する。
過去の運行状況
2017年以前は、「モラヴィア」号のみ、モスクワ発着のシュネルツーク(D)として運行していた。また、ダヌビウス号はまだ運行していなかった。
2017年末に、「モラヴィア」号がユーロシティ(EC)に格上げとなった。
2020,21年度に限り、ソビェスキ号の北行のみシュタドラウ停車となった。
2024年度より、ダヌビウス号が新設され、一日4往復の運行となった。

### レギオジェット
- (ブダペスト - ) ヴィーン - ブジェツラフ - プラハ
一日4往復、4時間間隔で運行されている。ヴィーン市内は、ジンメリンクを経由する。ブジェツラフ以北は鉄道管理公団250号線に直通する。うち2往復が、マイドリングから700号線に直通する。
2017年末に運行を開始した。当時はヴィーン - プラハ間のみの運行であった。
2019年末に、2往復がブダペストまで延伸された。また、停車駅にジンメリングが追加された。
2020年末に、再びジンメリングは通過となった。
2024年4月より、ウィーン - ブダペスト間の増発[7]に伴い、ブダペスト直通が一日3往復となった。

### レギオナルエクスプレス(REX)
快速相当。下記系統が運行される。
- REX1系統：　パイヤーバッハ/ノイシュタト - ヴィーン - ブジェツラフ
1時間に1本の運行。休日は半数がゲンザーンドルフ以西のみの運行となる。ヴィーン市内は900号線を経由する。
過去の運行形態
2019年以前は、レギオナルツーク(R)として、平日1～2時間に1本、休日2時間に1本の運行であった。大部分がベアンハーツタル発着で、ブジェツラフまで乗り入れるのは平日4.5往復、休日5.5往復に限られていた。
2019年末に、大部分がブジェツラフ発着となった。
2020年末に増発され、平日はブジェツラフまで、休日はゲンザーンドルフまで、1時間に1本運行する様になった。この時に、快速(REX)に格上げされた。

### レギオナルツーク(R)
普通相当だが、途中駅を一部通過する。下記系統が運行される。
- R1系統：　ウィーン空港/マイドリング フローリツドルフ - ゲンザーンドルフ　【平日運行】
平日の朝のみ、一日1.5往復の運行。フローリツドルフ以南は900号線に直通し、特に東行2本はともに907号線から直通する。西行は一日1本の運行で、ウィーン市内でSバーン(S1)に種別変更される。
2022年度以前は、西行がフローリツドルフ止まりであった。2023年度以前は、一日2往復の運行であった。

### Sバーン(S1)
- マイドリング - ゲンザーンドルフ - マーヘク
30分間隔での運行。半数はゲンザーンドルフ以西のみの運行となる。ヴィーン市内は900号線に直通する。マーヘクで910号線ブラチスラヴァ方面の列車に接続する。
2020年以前は、ゲンザーンドルフを境に運転系統が分かれていた。またゲンザーンドルフ - マーヘク間はレギオナルツーク(R)の種別で、休日は本数が少なく、2時間に1本の運行であった。

### 過去の運行種別
- シュネルツーク(D)
ヴィーン - ブジェツラフ - モスクワ/サンクトペテルブルク間に、一日1往復が運行していた。ヴィーン市内は、ジンメリンクを経由していた。ブジェツラフ以北は鉄道管理公団330号線に直通し、チェコ国内は特急(Ex)として運行していた。2017年末に、ユーロシティ(EC)に格上げとなった。

### 貨物輸送
貨物列車は主にチェコ或いはポーランドから原料・原材料をオーストリアの発電所に輸送して、からの貨車で帰還する。異なる電化方式のため、1116形汎用電気機関車が主に通行する。貨物列車がウィーンに進入する時に、特急列車と同じくジューセンブルン交差点でラー線に方向を替えてウィーン・クレーダーリング操車場に到着する。

## 駅一覧
以下では、オーストリア国鉄901号線の駅と営業キロ、停車列車、接続路線などを一覧表で示す。

### ヴィーン - ブジェツラフ間
- 種別
  - EN：ユーロナイト
  - RJ：レイルジェット
  - EC：ユーロシティ
  - RG：レギオジェット
  - REX：レギオナルエクスプレス
  - R：レギオナルツーク
  - S：Sバーン
- 停車駅
  - ■印：全列車停車
  - ●印：一部通過
  - ▼∧：ゲンザーンドルフ行は停車、フローリツドルフ行は通過
  - ∨▲：ゲンザーンドルフ行は停車、フローリツドルフ行は通過
  - ○印：一部停車
  - ｜印：全列車通過

| 路線名 | 駅名                               | 駅間営業キロ | 累計営業キロ | 累計営業キロ    | EN | nj | RJ | EC | RG                     | REX | R | S                | 接続路線 | 所在地                   | 所在地                          |
| ------ | ---------------------------------- | ------------ | ------------ | --------------- | -- | -- | -- | --- | ---------------------- | --- | --- | ---------------- | --- | ------------------------ | ------------------------------- |
| 900    | ウィーン中央駅                     | -            | 本駅から 0.0 | 旧北駅から -5.4 | ■  | ■  | ■  | ■ | ■                      | ■   | | ■                | 111号線（ザルツブルク方面）、500号線（グログニッツ方面） 511号線（エーベンフルト方面） 700号線（ブルック方面）、910号線（マーヘク方面） ウィーン地下鉄 1号線（アラウダ通り方面、シュテファン広場方面） | ウィーン市               | ファーフォリテン区              |
| 900    | ベルヴェデーレ地区駅               | 0.6          |              | -4.8            |    |    |    | |                        | ■   | ■ |                  | ラントシュトラセ区 | ウィーン市               |                                 |
| 900    | レン通り駅                         | 1.8          |              | -3.0            | ■  | ■  | ■  | 907号線（空港方面） |                        |     | |                  | ラントシュトラセ区 | ウィーン市               |                                 |
| 900    | ウィーン・ミッテ駅                 | 1.1          |              | -1.9            | ■  | ■  | ■  | ウィーン地下鉄 U3号線（ジンメリンク方面、オッタクリンク方面） U4号線（ヒュッテルドルフ方面、ハイリゲンシュタット方面） |                        |     | |                  | ラントシュトラセ区 | ウィーン市               |                                 |
| 901    | プラーターシュターン駅             | 2.0          |              | 0.1             | ■  | ■  | ■  | ウィーン地下鉄 U1号線（カーグラン方面、シュテファン広場方面） U2号線（アシュパーン方面、博物館地区方面）               | レオポルトシュタット区 |     | |                  | | ウィーン市               |                                 |
| 901    | トライゼン通り駅                   | 1.1          |              | 1.2             | ■  | ■  | ■  | | ブリギッテナウ区       |     | |                  | | ウィーン市               |                                 |
| 901    | ハンデルスカイ駅                   | 1.5          |              | 2.7             | ■  | ■  | ■  | 945号線（ヒュッテルドルフ方面） ウィーン地下鉄U6号線（新ドナウ方面、西駅方面）                                         | ブリギッテナウ区       |     | |                  | | ウィーン市               |                                 |
| 901    | フローリツドルフ駅                 | 2.1          |              | 4.8             | ■  | ■  | ■  | 903号線（ホラブルン方面）、ウィーン地下鉄U6号線（新ドナウ方面）                                                        | フローリツドルフ区     |     | |                  | | ウィーン市               |                                 |
| 901    | ジーメンス通り駅                   | 2.2          |              | 7.0             | ■  | ■  | ■  | | フローリツドルフ区     |     | |                  | | ウィーン市               |                                 |
| 901    | レオポルダウ駅                     | 2.2          |              | 9.2             | ■  | ■  | ■  | 902号線（ミステルバッハ方面）、ウィーン地下鉄1号線（カーグラン方面）                                                   | フローリツドルフ区     |     | |                  | | ウィーン市               |                                 |
| 901    | ズューセンブルン駅                 | 2.8          | 18.3         | 12.0            | ｜ | ｜ | ｜ | ｜ | フローリツドルフ区     | ｜  | ○ | ▼∧               | ■ | ウィーン市               | 910号線（ウィーン本駅方面）(*1) |
| 901    | ドイチュ・ヴァーグラム駅           | 6.2          | 24.5         | 18.2            | ｜ | ｜ | ｜ | ｜ | ｜                     | ●   | ■ | ■                | | ニーダーエスターライヒ州 | ゲンザーンドルフ郡              |
| 901    | ヘルマホフ駅                       | 2.6          | 27.1         | 20.8            | ｜ | ｜ | ｜ | ｜ | ｜                     | ｜  | ｜ | ■                | | ニーダーエスターライヒ州 | ゲンザーンドルフ郡              |
| 901    | シュトラスホフ駅                   | 2.8          | 29.9         | 23.6            | ｜ | ｜ | ｜ | ｜ | ｜                     | ○   | ■ | ■                | | ニーダーエスターライヒ州 | ゲンザーンドルフ郡              |
| 901    | ジルバーヴァルト駅                 | 3.5          | 33.4         | 27.1            | ｜ | ｜ | ｜ | ｜ | ｜                     | ｜  | ∨▲ | ■                | | ニーダーエスターライヒ州 | ゲンザーンドルフ郡              |
| 901    | ゲンザーンドルフ駅                 | 4.2          | 37.6         | 31.3            | ｜ | ｜ | ｜ | ｜ | ｜                     | ■   | ■ | ■                | マーヘク方面、912号線（オーバースドルフ方面） | ニーダーエスターライヒ州 | ゲンザーンドルフ郡              |
| 901    | ヴァイケンドルフ・デアフレス駅     | 2.2          | 39.8         | 33.5            | ｜ | ｜ | ｜ | ｜ | ｜                     | ●   | |                  | | ニーダーエスターライヒ州 | ゲンザーンドルフ郡              |
| 901    | タレスブルン駅                     | 2.7          | 42.5         | 36.2            | ｜ | ｜ | ｜ | ｜ | ｜                     | ●   | |                  | | ニーダーエスターライヒ州 | ゲンザーンドルフ郡              |
| 901    | アンガーン駅                       | 3.6          | 46.1         | 39.8            | ｜ | ｜ | ｜ | ｜ | ｜                     | ■   | |                  | | ニーダーエスターライヒ州 | ゲンザーンドルフ郡              |
| 901    | シュティルフリート駅               | 3.6          | 49.7         | 43.4            | ｜ | ｜ | ｜ | ｜ | ｜                     | ●   | |                  | | ニーダーエスターライヒ州 | ゲンザーンドルフ郡              |
| 901    | デュアンクルト駅                   | 6.8          | 56.5         | 50.2            | ｜ | ｜ | ｜ | ｜ | ｜                     | ■   | |                  | | ニーダーエスターライヒ州 | ゲンザーンドルフ郡              |
| 901    | イェーデンシュタイゲン駅           | 3.1          | 59.6         | 53.3            | ｜ | ｜ | ｜ | ｜ | ｜                     | ●   | |                  | | ニーダーエスターライヒ州 | ゲンザーンドルフ郡              |
| 901    | ジアンドルフ・アン・デア・マーハ駅 | 1.9          | 61.5         | 55.2            | ｜ | ｜ | ｜ | ｜ | ｜                     | ●   | |                  | | ニーダーエスターライヒ州 | ゲンザーンドルフ郡              |
| 901    | ドレージンク駅                     | 3.3          | 64.8         | 58.5            | ｜ | ｜ | ｜ | ｜ | ｜                     | ■   | |                  | | ニーダーエスターライヒ州 | ゲンザーンドルフ郡              |
| 901    | ホーエナウ駅                       | 6.4          | 71.2         | 64.9            | ｜ | ｜ | ｜ | ｜ | ｜                     | ■   | |                  | | ニーダーエスターライヒ州 | ゲンザーンドルフ郡              |
| 901    | ラーベンスブルク駅                 | 6.1          | 77.3         | 71.0            | ｜ | ｜ | ｜ | ｜ | ｜                     | ●   | | ミステルバッハ郡 | | ニーダーエスターライヒ州 |                                 |
| 901    | ベアンハーツタル駅                 | 4.2          | 81.5         | 75.2            | ｜ | ｜ | ｜ | ｜ | ｜                     | ■   | | ミステルバッハ郡 | | ニーダーエスターライヒ州 |                                 |
| 901    | ブジェツラフ駅                     | 8.0          | 89.5         | 83.2            | ■  | ■  | ■  | ■ | ■                      | ■   | - 鉄道管理公団 (SŽ) - ブルノ・プラハ方面 - クーティ - ランジュホト国境 - ブルノ中央駅線:TTP路線番号320A （通称・ブルノ - ブジェツラフ鉄道線:公共時刻表用番号250） - ワルシャワ方面 - プジェロウ - ブジェツラフ線:TTP路線番号316A （通称・プジェロウ - ブジェツラフ鉄道線:公共時刻表用番号330） - ズノイモ方面 - ブジェツラフ - ズノイモ線:TTP路線番号323D （通称・ブジェツラフ - ズノイモ鉄道線:公共時刻表用番号246） - 鉄道管理公団・スロバキア国鉄 (ŽSR) - ブラチスラヴァ、ブダペスト方面 - 鉄道管理公団クーティ - ランジュホト国境 - ブルノ中央駅線:TTP路線番号320A SŽ/スロバキア国鉄ブラチスラヴァ中央駅 - クーティ - ランジュホト線:TTP番号126 A ŽSR （通称・ブラチスラヴァ - クーティ - ブジェツラフ鉄道線:公共時刻表用番号110 ŽSR/252 SŽ） | 南モラヴィア県   | ブジェツラフ郡 |                          |                                 |

(*1) 優等列車は全てジンメリンク経由でヴィーン市内に直通する。なお、ズューセンブルン～カール大帝通り間は6.9km。

### ゲンザーンドルフ - マーヘク
全て各駅停車。
| 路線名 | 駅名                 | 駅間営業キロ | 累計営業キロ      | 累計営業キロ             | 接続路線                                    | 所在地                   | 所在地             |
| ------ | -------------------- | ------------ | ----------------- | ------------------------ | ------------------------------------------- | ------------------------ | ------------------ |
| 901    | ゲンザーンドルフ駅   | -            | ヴィーンから 31.3 | ゲンザーンドルフから 0.0 | ヴィーン方面、ベアンハーツタル方面、912号線 | ニーダーエスターライヒ州 | ゲンザーンドルフ郡 |
| 901    | ヴァイケンドルフ駅   | 2.4          | 33.7              | 2.4                      |                                             | ニーダーエスターライヒ州 | ゲンザーンドルフ郡 |
| 901    | オーバーヴァイデン駅 | 6.7          | 40.4              | 9.1                      |                                             | ニーダーエスターライヒ州 | ゲンザーンドルフ郡 |
| 901    | マーヘク駅           | 9.1          | 49.5              | 18.2                     | 910号線                                     | ニーダーエスターライヒ州 | ゲンザーンドルフ郡 |